# (474120) 4504 P-L
(474120) 4504 P-L es un asteroide perteneciente al cinturón de asteroides, descubierto el 24 de septiembre de 1960 por Cornelis Johannes van Houten en conjunto a su esposa también astrónoma Ingrid van Houten-Groeneveld y el astrónomo Tom Gehrels desde el Observatorio del Monte Palomar, Estados Unidos.

## Designación y nombre
Designado provisionalmente como 4504 P-L.

## Características orbitales
4504 P-L está situado a una distancia media del Sol de 3,133 ua, pudiendo alejarse hasta 3,891 ua y acercarse hasta 2,374 ua. Su excentricidad es 0,242 y la inclinación orbital 10,95 grados. Emplea 2025 días en completar una órbita alrededor del Sol.

## Características físicas
La magnitud absoluta de 4504 P-L es 16,4.